# 高槻純
高槻 純（たかつき じゅん、1973年7月27日 - ）は、日本の俳優である。本名、西澤 清一郎（にしざわ せいいちろう）。東京都出身。ディメンションを経て、劇団グスタフ所属。 日本少林拳同盟会 小金井少年班 代表。

## 来歴
幼少期のころから、ジャッキー・チェンや中国カンフーに憧れるも、武術の道への縁が無かったため断念。
高校卒業後、モデル活動を始めて数多くのドラマに出演。2000年、オリジナルVシネマ『ウルトラマンネオス』のカグラ・ゲンキ / ウルトラマンネオス役を演じ、注目を浴びる。
2002年、『仮面ライダー龍騎』で東條悟 / 仮面ライダータイガ役を演じる。その後もネットシネマや舞台を中心に活動している。
中国武術への憧れが薄れることはなく、その後日本少林拳同盟会の門を叩く。川口賢の人柄や功夫に感銘を受け師事すること10年、日本においての少林拳普及に携わることになる。
2016年、花小金井少年班を発足し、後進の指導にあたる。役者で培った経験や知識を生かし、子供たちに礼節や人生観もあわせて懇切丁寧に指導をしている。

## 人物
- 趣味は釣り、読書、サイクリング。特技は林拳、乗馬。
- 2004年に女優の柳沢真理亜と結婚。2児の父でもあるが、柳沢とは後に離婚した。

## 出演

### 映画
- マルタイの女（1997年）
- 誘拐（1997年）
- 9・NINE（2000年）ミノル 役
- マネーざんす マスクマン（2001年）
- DRUG（2002年）恭平 役
- 輪舞曲 〜ロンド〜（2003年）星野俊樹 役
- ブラッディーナイト ア ゴーゴー（2003年）
- 想色〜オモイ・ノ・イロ〜（2004年）
- Bridge 〜この橋の向こうに〜（2004年）
- 大地震（2005年）山下法文 役
- オンナゴコロ（2009年）タク 役

### テレビドラマ
- 3番テーブルの客（1996年、フジテレビ）
- バージンロード（1997年、フジテレビ）
- ハッピーマニア（1998年、フジテレビ）
- 仮面ライダー龍騎（2002年、テレビ朝日）東條悟 役
- sh15uya（2005年、テレビ朝日）宅配便の男 役

### ビデオシネマ
- 荒くれKNIGHT 3（1999年）
- 荒くれKNIGHT 4（1999年）
- ウルトラマンネオス 全6巻（2000年 - 2001年）主演・カグラ 役
- ブラッディ・ナイト・ア・ゴーゴー（2004年）
- 萌えキュン@MOVIE 恋するメイドカフェ（2006年）
- 心臓の記憶（2010年）

### 舞台
- さよならの贈り物（2003年12月23日 - 、東京芸術劇場少ホール2）
- PROPAGANDA STAGE サマーデイズ（2003年7月、東京芸術劇場少ホール1）小久保達也 役
- PROPAGANDA STAGE 飛龍伝〜あのシュプレヒコールの波涛を越えて〜（2003年1月、東京芸術劇場少ホール2）主演・山崎大作 役
- 真夏の夜の夢（六本木アトリエフォンティーヌ）

### ゲーム
- 仮面ライダー龍騎（2002年）仮面ライダータイガ 役
- 仮面ライダーバトル ガンバレジェンズ（2025年）仮面ライダータイガ 役[4]

### CM
- 洋服の青山
- 栄川酒造・薫風（1999年）

### 雑誌
- SAY
- キャンドゥぴあ

### 玩具
- COMPLETE SELECTION MODIFICATION V BUCKLE（2018年12月）東條悟 / 仮面ライダータイガ 役